# 이시카와 사유리 (1958년)

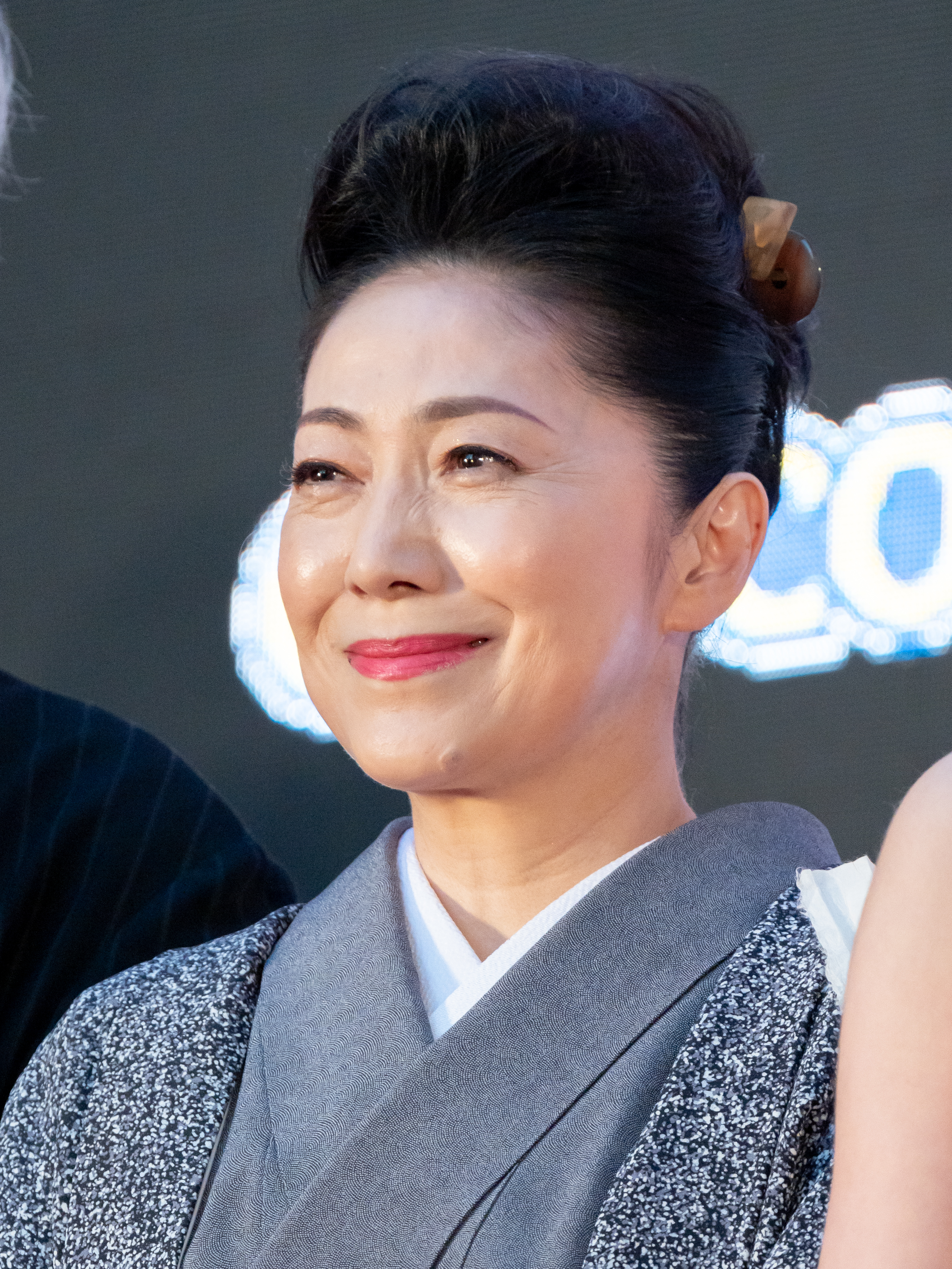

이시카와 사유리(일본어: 石川さゆり, 1958년 1월 30일 ~ )는 일본의 엔카 가수이다. 구마모토현 구마모토시에서 태어났으며 본명은 이시카와 기누요(일본어: 石川絹代)이다.
1973년에 〈かくれんぼ 가쿠렌보[*]〉(숨바꼭질)라는 곡으로 데뷔하였고, 데뷔 초기에는 아이돌과 같은 취급을 받았다. 하지만 다른 아이돌 스타의 인기에 밀려 커다란 인기를 끌지 못한 채로 몇 년의 시간이 지나기도 하였다. 그러던 중 1977년에 발표한 〈津軽海峡・冬景色 쓰가루 가이쿄 후유게시키[*]〉(쓰가루 해협 겨울 풍경)과 〈能登半島 노토 한토[*]〉(노토 반도)가 크게 히트하면서, 일본을 대표하는 엔카 가수로 성장했다. 1977년 NHK 홍백가합전에 처음으로 출연하였고, 이후 2007년까지 30회 출연했다.
1981년에 매니저였던 바바 겐지와 결혼하여 1984년 딸을 출산했으나, 1989년 2월에 이혼했다.

## NHK 홍백가합전 출연 경력
이시카와 사유리는 1977년의 홍백가합전(제28회)에서 〈津軽海峡・冬景色 쓰가루 가이쿄 후유게시키[*]〉가 인기를 끌어 데뷔 4년 만에 처음으로 출연했다. 1983년에는 출산을 위해 출연을 사퇴하고, 특별 게스트로 출연했다. 1984년부터는 다시 출연하기 시작하여, 2011년의 제62회 홍백가합전까지 28회 연속으로 출연했다. 총 출연 횟수는 38회로, 홍팀의 가수 중에서는 와다 아키코 다음인 2번째이다. 백팀의 이츠키 히로시와 함께, 1985년 이후부터는 몇 번에 걸쳐 홍백가합전의 대미를 장식하기도 하였다.
| -  | 연도 (회)      | 곡명                                                                   | 순서  | 상대 가수                     | 기타              |
| -- | -------------- | ---------------------------------------------------------------------- | ----- | ----------------------------- | ----------------- |
| 첫 | 1977년(제28회) | 津軽海峡・冬景色 쓰가루 가이쿄 후유게시키[*]                           | 19/24 | 고바야시 아키라               |                   |
| 2  | 1978년(제29회) | 火の国へ 히노 구니헤[*] (불의 나라로)                                  | 3/24  | 가류도                        |                   |
| 3  | 1979년(제30회) | 命燃やして 이노치 모야시테[*] (생명을 태우며)                          | 19/23 | 우치야마다 히로시와 쿨 파이브 |                   |
| 4  | 1980년(제31회) | 鴎という名の酒場 가모메토 이우 나노 사카바[*] (갈매기라는 이름의 술집) | 17/23 | 호소카와 다카시(1)            |                   |
| 5  | 1981년(제32회) | なみだの宿 나미다노 야도[*] (눈물의 여관)                              | 17/22 | 노구치 고로                   |                   |
| 6  | 1982년(제33회) | 津軽海峡・冬景色 쓰가루 가이쿄 후유게시키[*] (2)                       | 19/22 | 무라타 히데오(1)              |                   |
| 7  | 1984년(제35회) | 東京・めぐり愛 도쿄 메구리아이[*] (도쿄・돌아온 사랑)                  | 14/20 | 아시야 간노스케               |                   |
| 8  | 1985년(제36회) | 波止場しぐれ 하토바 시구레[*] (부둣가 눈물)                            | 18/20 | 무라타 히데오(2)              |                   |
| 9  | 1986년(제37회) | 天城越え 아마기고에[*]                                                 | 20/20 | 모리 신이치(1)                | 토리(1)           |
| 10 | 1987년(제38회) | 夫婦善哉 메오토젠자이[*]                                               | 18/20 | 기타지마 사부로(1)            |                   |
| 11 | 1988년(제39회) | 폭포의 흰 실 (滝の白糸)                                                | 19/21 | 이츠키 히로시(1)              |                   |
| 12 | 1989년(제40회) | 風の盆恋歌 가제노 혼고이우타[*]                                        | 20/20 | 기타지마 사부로(2)            | 오오토리(2)       |
| 13 | 1990년(제41회) | 물거품 (うたかた)                                                      | 28/29 | 다니무라 신지(1)              | 토리 앞(1)        |
| 14 | 1991년(제42회) | 港唄 미나토 우타[*]                                                    | 27/28 | 기타지마 사부로(3)            | 토리의 앞 순서(2) |
| 15 | 1992년(제43회) | 호텔 미나토야 (ホテル港や)                                             | 26/28 | 호소카와 다카시(2)            |                   |
| 16 | 1993년(제44회) | 津軽海峡・冬景色 쓰가루 가이쿄 후유게시키[*] (3)                       | 26/26 | 기타지마 사부로(4)            | 토리(3)           |
| 17 | 1994년(제45회) | 기아 해협 (飢餓海峡)                                                   | 24/25 | 기타지마 사부로(5)            | 토리의 앞 순서(3) |
| 18 | 1995년(제46회) | 북쪽의 부인 (北の女房)                                                 | 23/25 | 기타지마 사부로(6)            |                   |
| 19 | 1996년(제47회) | 쇼와 꿈 제비 (昭和夢つばめ)                                            | 23/25 | 호소카와 다카시(3)            |                   |
| 20 | 1997년(제48회) | 天城越え 아마기고에[*] (2)                                             | 23/25 | 모리 신이치(2)                |                   |
| 21 | 1998년(제49회) | 카제노봉 연가 (2)                                                      | 21/25 | 호소카와 다카시(4)            |                   |
| 22 | 1999년(제50회) | 天城越え 아마기고에[*] (3)                                             | 25/27 | 다니무라 신지(2)              | 토리(4)           |
| 23 | 2000년(제51회) | 津軽海峡・冬景色 쓰가루 가이쿄 후유게시키[*] (4)                       | 25/28 | 호소카와 다카시(5)            |                   |
| 24 | 2001년(제52회) | 눈물 묶음 (涙つづり)                                                   | 24/27 | 호리우치 다카오               |                   |
| 25 | 2002년(제53회) | 天城越え 아마기고에[*] (4)                                             | 27/27 | 이츠키 히로시                 |                   |
| 26 | 2003년(제54회) | 노토 반도 (能登半島)                                                   | 28/30 | 기타지마 사부로(7)            |                   |
| 27 | 2004년(제55회) | 이치요 연가 (一葉恋歌)                                                 | 26/28 | 히카와 기요시                 |                   |
| 28 | 2005년(제56회) | 天城越え 아마기고에[*] (5)                                             | 22/29 | 포르노그라피티                |                   |
| 29 | 2006년(제57회) | 夫婦善哉 메오토젠자이[*] (2)                                           | 14/27 | 모리 신이치(3)                | 전반부 토리       |
| 30 | 2007년(제58회) | 津軽海峡・冬景色 쓰가루 가이쿄 후유게시키[*] (5)                       | 27/27 | 이츠키 히로시(3)              | 토리(5)           |
| 31 | 2008년(제59회) | 天城越え 아마기고에[*] (6)                                             | 24/26 | SMAP                          |                   |
| 32 | 2009년(제60회) | 津軽海峡・冬景色 쓰가루 가이쿄 후유게시키[*] (6)                       | 23/25 | 히카와 키요시(2)              |                   |
| 33 | 2010년(제61회) | 天城越え 아마기고에[*] (7)                                             | 20/22 | 기타지마 사부로(8)            |                   |
| 34 | 2011년(제62회) | 津軽海峡・冬景色 쓰가루 가이쿄 후유게시키[*] (7)                       | 25/25 | SMAP(2)                       | 토리(6)           |
| 35 | 2012년(제63회) | 天城越え 아마기고에[*] (8)                                             | 24/25 | 기타지마 사부로(9)            | 토리의 앞 순서(4) |

- 상대 가수의 이름 뒤에 붙은 숫자는 그 가수와 함께 홍백가합전 무대에 선 횟수를 나타낸다.
- 곡명의 뒤에 붙은 숫자는 홍백가합전에서 부른 횟수를 나타낸다.
- 출연순서는 ‘출연순서/총출연자’로 표시한다.

## 대표곡
- 津軽海峡・冬景色 쓰가루 가이쿄 후유게시키[*] - 1977년 일본레코드대상 가창상 수상
- 노토 반도 (能登半島) - 1977년
- 불의 나라로 (火の国へ) - 1978년
- 상처투성이 사랑 (傷だらけの恋) - 1979년
- 갈매기라는 이름의 술집 (鴎という名の酒場) - 1980년
- 도쿄·돌아온 사랑 (東京・めぐり愛) - 1984년
- 부둣가의 가을비 (波止場しぐれ) - 1985년 일본레코드대상 최우수가창상 수상
- 天城越え 아마기고에[*] - 1986년 일본레코드대상 금상 수상
- 夫婦善哉 메오토젠자이[*] - 1987년 일본레코드대상 금상 수상
- 폭포의 흰 실 (滝の白糸) - 1988년
- 카제노봉 연가 (風の盆恋唄) - 1989년 일본레코드대상 최우수가창상 수상
- 에치젠 대나무 춤 (越前竹舞い) - 1991년
- 항구의 노래 (港唄) - 1991년
- 구르는 돌 (転がる石) - 2002년

## 출연 작품

### 영화
- 퍼펙트 데이즈 (2023년) - 마마 역